# Metanomus
Metanomus is een geslacht van kevers uit de familie  
kniptorren (Elateridae).
Het geslacht is voor het eerst wetenschappelijk beschreven in 1887 door Buysson.

## Soorten
Het geslacht omvat de volgende soorten:
- Metanomus badrinathensis (Vats & Chauhan, 1992)
- Metanomus grouvellei (Buysson, 1900)
- Metanomus indiana (Garg & Saini, 1996)
- Metanomus infuscatus (Eschscholtz, 1829)
- Metanomus infuscatus (Eschscholtz, 1829)